# Pierre de Ronsard
Pierre de Ronsard (Couture-sur-Loir, 1524. szeptember 11. – La Riche, 1585. december 27.) francia költő, a Pléiade nevű irodalmi csoport vezéralakja, a reneszánsz legnagyobb francia költője.

## Élete
Apja La Poissonière nevű kastélyában született és 12 éves korától a dauphin (trónörökös) udvarában nőtt fel mint apród. Francia diplomaták körében több európai országban is megfordult, fényes karrier előtt állt, de arról egy halláskárosodás következtében le kellett mondania. Ekkor a tudományokra adta magát. Apja kívánságára szerzetesi fogadalmat tett; nem lett pap, de lehetősége nyílt rá, hogy egyházi javakból részesüljön. Életének döntő fordulata volt, amikor elhagyta az udvart, hogy Joachim du Bellay társaságában klasszikus nyelveket tanuljon Jean Dorat-tól. Ekkor kezdett formálódni az a költői csoport, amelyet előbb Brigade-nak, majd Pléiade-nak neveztek el. A humanista Dorat a homályos, nehezen érthető szerzőket magyarázta, így ismerkedett meg Ronsard Pindarosz ókori görög költő műveivel, akinek ódái nagy hatással voltak rá.
Korának „költőfejedelme” volt, az udvar és az előkelő körök elhalmozták elismerésükkel. 1554-ben első díjat nyert a hagyományos toulouse-i költői versenyen. Szolgálataiért 1565-ben IX. Károly francia király apátságot adományozott neki, ahol életének utolsó évtizedeit töltötte.

## Költészete
A Pléiade csoport tagjai a középkori költői formák elvetését, a francia költészet tartalmi, nyelvi, műfaji felfrissítését, az antik példák átvételét tűzték ki célul.
Ronsard már első kötetének verseiben is ókori költő, Pindarosz mintáját követte. Ezekben az ódákban sok a keresett homály, a mitológia, a merész szóösszetétel, – írta róluk Szerb Antal –, de felszabadító hatásuk volt, távlatot nyitottak, amilyenről a középkori költő nem is álmodott. Ronsard később Horatiust, majd Anakreónt követte, szerelmi költészetében gyakran Petrarca szonettjeinek hatása érezhető.
Fénykora az 1550-es évek. Ekkor egymás után jelentek meg kötetei: 
- az ódák (Les Odes) első négy kötete 1550-ben, az ötödik 1552-ben;
- a szabadosság jegyében született „Csintalanságok könyve” (Livret de Folastreries, 1553);
- szerelmi költészetét tartalmazó kötetei, melyet három múzsa éltetett: 
  - Cassandre (Les Amours, 1552; Continuation des amours, 1555);
  - Marie (Nouvelle continuation des Amours, 1556; Sur la mort de Marie, 1578);
  - Hélène (Sonnets pour Hélène, 1578)
- himnuszainak két könyve (Les Hymnes, 1555, 1556); ezekben Kallimahosz, Vergilius és mások epikusabb, filozofálgató hatása tükröződik.
- a vallási háborúskodás időszakának gondjainak hangot adó kötete (Les Discours, 1562–1563).

Sokáig dolgozott nagy nemzeti eposznak tervezett művén, melynek végül csak négy éneke készült el és jelent meg (La Franciade, 1572).
Ronsard sok későbbi költeménye alexandrinban íródott, „abban a sorfajtában, melynek számos hatáslehetőségét éppen ő fedezte föl, ő gyökereztette meg a francia líranyelvben.” Az alexandrin követése megkötötte Ronsard ihletét – véli Szerb Antal. – „De olyankor, amikor elmélet és költői vérmérséklete összetalálkoztak, nagyon szép verseket írt – és ezek a találkozások nem voltak ritkák. Legkivált pásztori és szerelmes versei élnek tovább, ez utóbbiak közül főképp azok, amelyek öregkori rezignációját fejezik ki és utolsó szerelmének, Helène de Surgéres-nek szépségét ünneplik. Hozzá írta a híres Quand vous serez bien vieille... kezdetű szonettet, a mulandóság és halhatatlanság egyik legszebb vallomását.”
Neve a következő évszázadban szinte teljesen feledésbe merült. Költészetét csak a későbbi romantikus iskola, főként Sainte-Beuve fedezte fel ismét és tette igazi helyére a francia irodalomban.

## Magyarul
- Ronsard Pierre verseiből; ford. Pál Endre; Officina, Budapest, 1941 (Az Officina verseskönyvek)
- Pierre de Ronsard válogatott versei / Choix de poèmes; szerk. Rónay György, ford. Illyés Gyula et al., bev. Lakits Pál, Európa, Budapest, 1959 (Janus könyvek)